# Neptune (Schiff, 1892)
Die Neptune war ein Panzerschiff der Französischen Marine, das nach kurzem aktiven Dienst wegen konstruktionstechnischer Unzulänglichkeiten 1900 in die Reserve zurückgezogen wurde und zu öffentlichen Debatten über die Verwendung von Rüstungsausgaben führte.

## Planung und Bau
Die Neptune war ein Schiff der Marceau-Klasse, die zudem das Schwesterschiff Marceau, das ebenfalls 1887 (in La Seyne-sur-Mer) vom Stapel lief, und die Magenta, Stapellauf 1890 in Brest, umfasste.
Die Bestellung der Neptune war am 7. Oktober 1880 genehmigt worden, die Kiellegung erfolgte im Februar 1882, und am 7. Mai 1887 wurde das Schiff durch erstes Aufschwimmen im Baudock zu Wasser gebracht. Die endgültige Fertigstellung der Ausbauten und Bewaffnung war im Juli 1892 abgeschlossen. Die Öffentlichkeit nahm augenscheinlich regen Anteil an diesem Ereignis, es entstanden Gemälde und detaillierte Beschreibungen des Schiffs, etwa in einem Artikel von Maurice Rambarde.

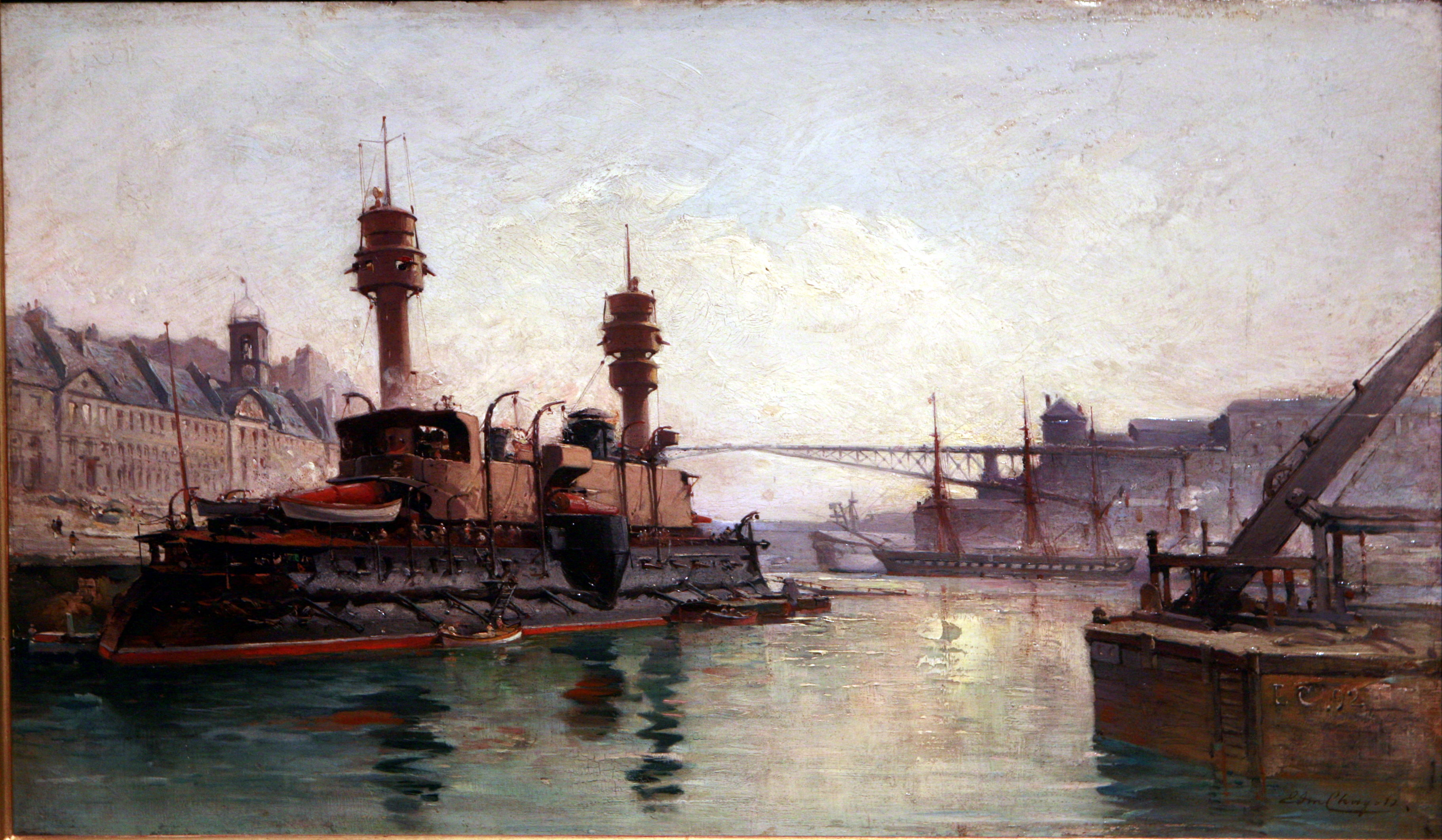
Neptune, Gemälde von Edmond Chagot 1892

## Konstruktion
Anfänglich war geplant, mit der Marceau-Klasse eine zur Amiral-Baudin-Klasse ähnliche Konstruktion umzusetzen, wobei aber gegen Abschluss der Planungsphase 1880 die in früheren Schiffen verwendeten sehr großen Kanonen (Kaliber 420 mm) abgeschafft wurden. Bei der Marceau-Klasse kamen leichtere Hauptgeschütze (340-mm-L/28-Geschütze Modèle 1881) in vier Barbetten (offene Kasematten) in rautenartiger Anordnung (eine bugwärts und eine heckwärts, auf der Mittellinie, und zwei mittschiffs in seitlicher Stellung) zum Einsatz, wie es bei vielen um 1890 entworfenen französischen Großkampfschiffen üblich war.
Die Amiral-Baudin-Klasse sollte mehrere Schiffe umfassen, jedoch wurde schon beim ersten Vertreter der Klasse, der Hoche, ein Umbau zum Reduzieren der für die Schiffsabmessungen zu schweren Panzerung vorgenommen. Der Bau der übrigen Schiffe hatte noch nicht begonnen, so dass ihre Maße entsprechend der gewünschten Panzerung vergrößert werden konnten, und diese Klasse schließlich nur aus der Amiral Baudin (1883) und der Formidable (1885) bestand.
Dementsprechend wurde auch das Design der Marceau-Klasse während der Konstruktion mehrmals überarbeitet, aber die Schiffe, wie die Neptune, gerieten letztlich doch zu schwer, wodurch ein Teil ihrer Panzerung unter der Wasserlinie lag und die Stabilität beeinträchtigt war. Hinzu kam, dass die Neptune zwei, mehrere Stockwerke hoch aufragende Türme mit Soldatenplattformen aufwies, wodurch das Schiff etwas topplastig wurde.
Zusätzlich zu den beschriebenen Hauptgeschützen trug die Neptune, zur Verteidigung gegen Torpedoboote, noch eine beträchtliche Anzahl an leichteren Geschützen, Revolverkanonen und Torpedowerfern, über deren genaue Anzahl sich Marinehistoriker uneins sind.
Das Schiff war durch eine Kombination aus niedriggekohltem Stahl und Compoundpanzerung geschützt. Ihr Gürtelpanzer war 229 bis 457 mm dick und verlief über die gesamte Länge des Schiffsrumpfs. Das Panzerdeck war 80 mm, die Barbetten für die Hauptbatterie 406 mm dick. Die Geschütze selbst waren mit 64 mm starken Schutzplatten geschützt. Die Panzerwände des Kommandoaufbaus waren 120 bis 150 mm stark.

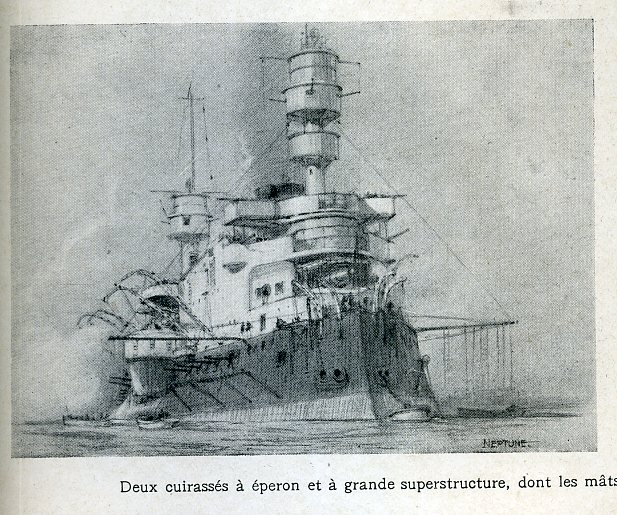
Neptune, Zeichnung 1924

## Einsatzgeschichte
Nach Stationierung in Toulon seit Januar 1893 nahm die Neptune zunächst an Übungen und Manövern der 2ème Division gemeinsam mit der Hoche und Magenta im westlichen Mittelmeerraum teil. 1894 war sie mit der Magenta der 3ème Division zugeteilt. Im Juli 1895 war sie im Manöver vor Ajaccio eingesetzt. Im folgenden Jahr war sie, zusammen mit ihren zwei Schwesterschiffen Courbet und Dévastation (Amiral-Baudin-Klasse), dem Barbetten-Panzerschiff Redoutable und dem neuen Einheitslinienschiff Brennus Teil des Mittelmeergeschwaders und diente dort in der 3ème Division.
Ab 1896 nahm sie an einer Mission in der Levante teil und kreuzte dabei anlässlich der Revolte auf Kreta in den Gewässern vor dieser Insel. Vom 11. August bis 14. September 1896 ankerte sie in Chania. 1897 wurden weitere neue Linienschiffe, etwa die Charles Martel und Jauréguiberry, in das Mittelmeergeschwader in eine Gruppe zusammen mit der Neptune und den beiden anderen Schiffen der Marceau-Klasse, sowie der Brennus, Amiral Baudin und Redoutable eingereiht. Im Laufe des Jahres erfolgten Schießübungen zur Erprobung eines neuen Feuerleitsystems in der Flotte, und Neptune, Marceau und Brennus erzielten alle eine Trefferrate von mehr als 25 Prozent bei Reichweiten von 2,7 km bis 3,7 km.
1899 wurden die drei Schiffe der Marceau-Klasse, auch die Neptune, zu Zwecken der Ausbildung an Geschützen und Torpedos zu einer gesonderten, von Konteradmiral Gabriel Godin kommandierten Division d'instruction in Brest gruppiert, die dem Mittelmeergeschwader angegliedert war. Nach einem weiteren Manöver im Juli des Jahres, wurden Modernisierungen genehmigt, und die Neptune und ihre zwei Schwesterschiffe wurden 1900 aus dem Dienst abgezogen. Im Januar 1901 hatten die Arbeiten aber noch nicht begonnen, und die Neptune kehrte zur Reservedivision in Brest zurück. Am Morgen des 29. August 1902 trat ein Leck im Rumpf auf, und Wasser drang in die Doppelrümpfe und Doppelböden ein. Der Kapitän ließ um zehn Uhr morgens Alarm schlagen, und bis Mitternacht waren die Lenzpumpen in Betrieb. Der geplante Umbau begann schließlich im gleichen Jahr, wobei die beiden Masten abgenommen und neue Kessel eingebaut wurden. Das Schiff gelangte jedoch nie mehr in den aktiven Dienst, und während einer Debatte über die immensen Ausgaben für die Marine im Jahr 1908 lehnte Senator Alcide Poirrier solche Modernisierungen unter Bezug auf die Neptune und weitere Schiffe strikt ab. Nach manchen Quellen wurde die Neptune dann um 1907/1908 aus dem Marineregister gestrichen, nach anderen blieb sie bis 1913 gelistet. Im Dezember 1912 wurde das Schiff, auf Grund gesetzt vor Cherbourg, als Übungsziel verwendet, am 4. April 1913 wieder flott gemacht, am 11. Juli 1913 zum Abwracken verkauft und alsbald demontiert.